# Clélie Aster
Pour les articles homonymes, voir Aster.
Clélie Aster est une romancière française née en 1973 à Paris.

## Œuvre
En 1999, à 26 ans, elle publie aux éditions de la Table ronde son premier roman intitulé O.D.C (prononcer « odyssée »). L'ouvrage décrit, dans la langue des adolescents contemporains, l'errance parisienne de Zoé, une jeune femme de 14 ans un peu perdue. L'année suivante, en 2000, la romancière publie Aloha, chez le même éditeur. Le roman raconte le destin de deux jeunes femmes de 26 ans qui, étouffant dans le cadre parisien, décident de partir au bord de la mer, en Normandie. Dans leur voyage, elles rencontrent une foule de personnages fantasques - Gabriel et Hamed-Louis, Faustin, ou encore Léa qui part refaire sa vie dans le Nebraska. « Décor océanique d'un paradis perdu depuis l'enfance, retrouvé sur une planche de surf », dit l'éditeur dans sa présentation.

## Réception critique
Ces deux romans attirent l'attention des médias. Clélie Aster est invitée au Grand Journal de Canal+, et dans l'émission littéraire de Bernard Pivot, Bouillon de culture. Certains médias de la presse écrite parlent de la « fille Clélie ». La critique voit en elle l'une des représentantes de la nouvelle génération d'écrivains qui tente de se libérer des contraintes de la syntaxe classique, et qui emprunte les codes de son écriture au cinéma, à la publicité, ou aux sériés télés. De fait, comme d'autres écrivaines à qui elle est comparée (Julie Wolkenstein, Virginie Despentes, Claire Castillon, Chloé Delaume, Marie Nimier, Alina Reyes...), l'écriture de Clélie Aster est basée sur le réalisme descriptif, l'oralité, un dire cru. « Une écriture dépouillée de toutes fioritures, neutre jusqu'au malaise (ou l'agacement) », dit la recension de Marie Gobin dans Lire, dans un jugement appuyé par le critique littéraire Pierre Marcelle : .
Au-delà de cet aspect formel, certains historiens de la littérature classent l'œuvre de Clélie Aster dans la mouvance de ces romancières de la fin du XXe siècle qui font librement le récit de leur sexualité, de leur corps. D'autres, les plus nombreux, en font une œuvre générationnelle, épinglant les nouvelles tendances sociétales. « Romans de la jeunesse désabusée », les livres de la romancière mettent en scène des adolescents de la fin du XXe siècle, sans pères ni repères, élevés avec la télévision, la culture américaine, dans des familles monoparentales, et conjurant leur solitude auprès de tribus d'amis reliés par des téléphones portables. Le critique Olivier Masson note ainsi que c'est la première fois que le portable s'invite avec une telle visibilité dans un roman : « Clélie Aster, dans O. D. C., sorte de road movie parisien, a donné à ce petit instrument de communication une place centrale dans l'odyssée chaotique et humoristique de quatre jeunes en rupture de ban. Grâce à cet instrument branché en permanence, avec lequel les personnages s'endorment et se réveillent, des liens avec les autres se tissent, fragiles mais salvateurs, pour des adolescents dont les familles sont aux abonnés absents. La tribu a remplacé la famille. Le sentiment de dépendance est atténué par celui d'appartenance. Plus qu'un gadget ou une mode, le portable symbolise les aspirations d'une génération qui tente d'inventer une forme nouvelle de communication quand le dialogue est saturé par la pudeur ou rompu avec les proches. ». La critique littéraire Marie Gobin fait, elle aussi, observer cette façon de donner une visibilité littéraire à des phénomènes sociologiques émergents : « Clélie Aster dépeint notre société par le petit bout de la lorgnette - l’œil d'un appareil photo, l'écouteur d'un portable ou encore le judas d'une porte - comme pour symboliser les manques de relief et de perspective d'une jeunesse désabusée, et au-delà le tragique paradoxe d'un monde en perpétuelle réduction pour atteindre l'infiniment grand. ».
Après la publication de ces romans, Clélie Aster disparaît de la scène littéraire. Dans un livre publié en 2016, Frédéric Beigbeder parle d'elle comme « d'une oubliée », et d'une « blonde qui me donnait envie de déposer un bisou sur son nez ».

## Œuvres
- O.D.C, Paris, Éditions de la Table ronde, 1999. Réédition en poche en 2000, chez Folio/Gallimard (No 3418).
- Aloha, Paris, Éditions de la Table ronde, 2000.